# Jan Nouza
Jan Nouza (* 25. ledna 1957 Ústí nad Labem) je vysokoškolský profesor na Technické univerzitě v Liberci (TUL), který v roce 1995 stál za založením Laboratoře počítačového zpracování řeči na této univerzitě. Toto pracoviště patří k vedoucím v oboru hlasových technologií v České republice. Laboratoř organizačně spadá pod Ústav informačních technologií a elektroniky Fakultu mechatroniky na TUL.
V roce 1981 získal titul inženýra, v roce 1986 titul kandidáta věd a v roce 1996 titul docenta. 11. října 1999 jej prezident Václav Havel jmenoval na základě návrhu akreditační komise a vědecké rady TUL profesorem. V současné době je členem Vědecké rady FM TUL, dále členem Vědecké rady Elektrotechnické fakulty ČVUT, členem IEEE SPS (Institute of Electrical and Electronics Engineers, Signal Processing Society), členem ESCA (Internation Speech Communication Association) a dále je členem WEB-SLS editorial board.
V roce 2008 neúspěšně kandidoval na funkci děkana Fakulty mechatroniky na TUL.
V oblasti výzkumu se věnuje především analýze, zpracování a automatickému rozpoznávání řeči a dále pak číslicovému zpracování signálů. Jeho tým je v oblasti tohoto výzkumu velmi úspěšný, a to nejen v oblasti teorie, nýbrž i zavedení do praxe. Jeho koníčkem je turistika, zejména pak poznávání rozhleden.

## Publikace
- Rozhledna Čech, Moravy a Slezska, 1999, ISBN 80-902590-4-9
- Rozhledny na prahu 21. století, 2003, ISBN 80-86424-19-7
- (editor) Počítačové zpracování řeči: cíle, problémy, metody a aplikace: sborník článků, 2001, ISBN 80-7083-551-6